# Midnight Love
| Оценки критиков  | Оценки критиков |
| Источник         | Оценка          |
| ---------------- | --------------- |
| AllMusic         | [ 1 ]           |
| Robert Christgau | A−              |
| Rolling Stone    | [ 3 ]           |
| RS Album Guide   | [ 4 ]           |

Midnight Love — семнадцатый (и последний) студийный альбом Марвина Гэя. Вышел 1 октября 1982 года на лейбле Columbia Records, куда Гэй перешёл с Motown ранее, в марте того же года.
За 1983 год альбом был номинирован на «Грэмми» в категории «Лучшая мужская работа в жанре ритм-н-блюза».
Альбом Midnight Love находится на 37 месте в списке «100 лучших альбомов 1980-х годов» по версии журнала Rolling Stone.
В США этот альбом был по продажам сертифицирован платиновым.

## Список композиций
Все композиции, для которых не указано иное, написаны Марвином Гэем.
1. «Midnight Lady» — 5:17
2. «Sexual Healing» (Odell Brown, Gaye, David Ritz) — 3:59
3. «Rockin' After Midnight» — 6:04
4. «'Til Tomorrow» — 4:57
5. «Turn On Some Music» — 5:08
6. «Third World Girl» — 4:36
7. «Joy» — 4:22
8. «My Love Is Waiting» (Gordon Banks) — 5:07

## Чарты
| Год                        | Чарт                                   | Наив. поз. |
| -------------------------- | -------------------------------------- | ---------- |
| 1982                       | США (Billboard Pop Albums)             | 7          |
| 1982                       | США (Billboard Black Albums)           | 1          |
| 1984 (с бонусными треками) | США (Billboard 200)                    | 103        |
| 1984 (с бонусными треками) | США (Billboard Top R&B/Hip-Hop Albums) | 52         |